# Uffe Juul Jensen
Uffe Juul Jensen (født 6. juli 1944) er en dansk filosof, siden 1977 professor ved Aarhus Universitet. Hans interesse for medicinsk videnskabsteori, medicinsk etik og humanistisk sundhedsforskning kom til udtryk i hans Videnskabsteori (2 bd., 1973) og er siden fulgt op med Sygdomsbegreber i praksis (1983), Practice and Progress. A Theory for the Modern Health Care System (1987), Sundhedsbegreber. Filosofi og praksis (1994; sammen med Peter Fuur Andersen) og Forskelle og forandring (1996).